# 닌자의 왕
닌자의 왕(일본어: 隠の王)은 일본의 애니메이션이다.
무관심한 생활을 만끽하던 주인공 '로쿠조 미하루'는 학교 영어 선생님과 클레스 메이트인 '쿠모히라 토바리 듀헨달'과 '아이자와 코이치'에게 자신 안의 힘과 닌자의 왕이 되란 말을 듣게 되고, '로쿠조 미하루'는 자신 안의 힘의 봉인을 하기 위해 노력하며 변화해 나간다.